# Клементина Манчева
Клементина Манчева е български художник акварелист.

## Биография
Клементина Манчева е родена на 11 юли 1982 г. в Ямбол. През 2001 г. завършва изобразително изкуство в ямболската гимназия „Васил Левски“. През 2001 и 2007 г. се дипломира като бакалавър по „Моден дизайн“ и магистър по „Графично и пространствено проектиране“ в Нов български университет – София.
През 2012 г. се посвещава на рисуването, като предпочита акварела за изразно средство.
Живее и работи в София.

## Изложби
- Юли 2013 – обща изложба в сградата на Община Банско, Банско
- Декември 2013 – обща изложба в галерия „Абсент“, София
- Февруари 2014 – съвместна изложба с Иван Додов в галерия „Абсент“, София
- Юни 2014 – пленер в гр. Елена; обща изложба
- Октомври 2014 – обща изложба в зала „България“, София
- Октомври 2014 – пленер на о-в Тасос, Гърция, обща изложба
- Ноември 2014 – самостоятелна изложба в галерия „Window“ Амстердам
- Март 2015 – съвместна изложба с Иван Додов в галерия „Арт Маркони“, Варна[3]
- Март 2015 – обща изложба в къща музей „Борис Христов“, София
- Декември 2015 – обща изложба в галерия „Париж“, София
- Декември 2015 – обща изложба в галерия „Абсент“, София
- Март 2016 – обща изложба в галерия „Абсент“, София[4]
- Април 2016 – обща изложба в галерия „Жорж Папазов“, Ямбол
- Юни 2016 – „The free spirit“ – съвместна изложба с Иван Додов и Костадин Георгиев-Калки в галерия „Арт Маркони“, Варна
- Април 2017 – обща изложба в галерия „Асен и Илия Пейкови“, Севлиево
- Март 2018 – самостоятелна изложба в галерия „Absinthe“, София[5]